# العراب: الجزء الثاني (فلم)
العراب: الجزء الثاني (بالإنجليزية: The Godfather Part II) هو فيلم مافيا أمريكي سينيمائي مقتبس من رواية ماريو بوزو العراب 1968 وهو تكملة للجزء الأول من فيلم العرّأب، أخرجه عام 1974 المخرج الأمريكي فرانسيس فورد كوبولا وهو من بطولة آل باتشينو، وروبرت دي نيرو، وروبرت دوفال، وديان كيتون، وجون كازلي، وتاليا شير.
يعتبر ثالث أفضل فيلم في تاريخ السينما هو تكملة الجزء الأول من السلسلة، وهنا يظهر في الفيلم مسيرة فيتو كورليوني منذ الطفولة حتى أصبح زعيما لأكبر العصابات في الولايات المتحدة، وفي الوقت نفسه يكمل مسيرة مايكل الابن الذي حل مكان أبيه.
والفيلم حاصل على تقييم 9.0 حسب موقع الافلام الشهير IMDb 

## القصة
يتكلم الفيلم عن شخصيتين هما:
الدون فيتو كورليوني «روبرت دي نيرو» في شبابه، وأبنه الدون
مايكل كورليوني «آل باتشينو».
يبدأ الفيلم في عام 1901م ويظهر أشخاص يمشون في جنازة (انتونيو اندوليني) والد الدون فيتو، الذي قتل بسبب عدم انصياعه واهانته لزعيم المافيا المحلية.
و في أثناء ذلك يسمع دوي اطلاق نار لا يعرف من أين ويهرب الحضور من الجنازة ويبقى الدون فيتو وأمه بجانب تابوت والده إلى أن تخبرها أحد النساء بأن المافيا قتلت ابنها (باولو) الذي اقسم على الثأر لوالده، في وقت لاحق من اليوم تذهب ام الدون فيتو معه إلى منزل زعيم المافيا المحلية من اجل أن يعفو عن أبنها الوحيد المتبقي (فيتو)، ولكن الزعيم رفض مبرراً بأنه سوف يكبر ويعود للثأر من اجل والده وأخوه، في لحظة سريعة أمسكت ام الدون برقبة زعيم المافيا وأشهرت سكين مهددة بذبحه وأمرت ولدها بالهروب للنجاة بحياته وهرب فيتو بعد أن رأى امه تقتل امام عينه، يستقل الدون أول السفن المهاجرة إلى الولايات المتحدة الأمريكية لكي يهرب من رجال زعيم مافيا بلدته، ويصل إلى هناك ويسمى بأسم فيتو كورليوني نسبةً إلى أسم قريته.
يعود الزمن إلى خمسينيات القرن العشرين، ويظهر احتفالاً يقيمه الدون الجديد مايكل كورليوني قرب بحيرة تاهو في ولاية نيفادا، في أثناء الاحتفال يستقبل الدون مايكل مبعوث شريكه وصديق والده القديم (هايمن روث)، ويأكد المبعوث على دعم روث للدون مايكل بالسيطرة على عالم القمار في نيفادا.
يستقبل الدون مايكل السيناتور الفاسد (بات ڤيري) ويفاوضه حول إمكانية حصول عائلة كورليوني على وثائق رسمية تمكنهم من السيطرة على كازينوهات لاس فيغاس، يطلب السيناتور مبلغ يفوق ثمن الوثيقة الرسمية بعشر أضعاف، إضافة إلى نسبة من أرباح فنادق آل كورليوني الأربعة، وعندما سأله مايكل عن سبب ارتفاع المبلغ المطلوب رغم أن السعر الرسمي أقل بكثير من ذلك برر السيناتور ذلك بسبب كرهه الشديد له ولعائلته والأمريكيين ذوي الاصول الإيطالية، يرفض مايكل عرض السيناتور قائلاً أنه لن يدفع شيئاً وأن السيناتور هو الذي سيسددها من جيبه الخاص.
يلتقي الدون مايكل بفرانك بينتانجيلي أحد رجال والده الأوفياء والقائم بأعمال العائلة في ولاية نيويورك بعد رحيلها نحو ولاية نيفادا، يطلب فرانك مساعدة مايكل في حربه ضد الأخوين روزاتو المدعومين من حليفه هايمن روث لكن مايكل يرفض بحجة أن لديه صفقة مهمة مع روث ولا يريدها أن تفسد بتدخله لصالح بينتانجيلي. يشعر فرانك بالإهانة بعد تفضيل مايكل روث عليه ويغادر غاضباً.
في تلك الليلة ينجو مايكل من محاولة اغتيال استهدفته حينما كان في منزله ويغادر مقر إقامته تاركاً قيادة العائلة مؤقتا لمستشاره وأخيه بالتبني توم هيڨن.
يعود الزمن إلى عام 1917م ويظهر الدون فيتو مع زوجته وقد رزقا بأبنهما الأول (سانتينو)، يعمل فيتو في محل والد صديقه (جينكو أبانداندو) لكنه سرعان ما يفقد وظيفته بعد إرغام (الدون فانوتشي) المبتز والد جينكو على طرد فيتو وتوظيف أحد أقاربه. في هذه الأثناء يتعرف فيتو على جاره (بيتر كليمنزا) ويباشران معاً حياتهما الإجرامية بالسطو على أحد المنازل.
يرجع الزمن مرة أخرى للدون مايكل وهو يزور (هايمن روث) في فلوريدا «مع إدراكه بأنه هو من حاول قتله» ويخبره بأن (فرانك بينتانجيلي) هو من كان وراء محاولة قتله وأنه سينال عقابه. يزور بعدها مايكل منزل (فرانك بينتانجيلي) ويخبره بأن (هايمن روث) كان من خطط للتخلص منه لكنه في المقابل يطلب من فرانكي أن يعقد هدنة مع الأخوين روزاتو لكي لا يعرف روث أن مايكل يعلم بالحقيقة ولكي يكتشف الفرد الخائن في العائلة.
يذهب فرانك مع أحد معاونيه لمقابلة الأخوين روزاتو لكنهما يغدران به محاولين قتله خنقاً قائلين: «مايكل كورليوني يبلغك سلامه» لكن شرطياً يدخل المكان صدفة ويفسد العملية، ويحدث إطلاق نار متبادل بين الأطراف ينتج عنه إصابة معاون فرانك.
يسافر مايكل وروث ومجموعة من رجال المافيا والأعمال إلى العاصمة الكوبية هاڤانا لمناقشة أعمالهم المستقبلية في ظل نظام حكم الديكتاتور باتيستا المدعوم من أمريكا، لكن الدون مايكل يصبح متشككاً بعد إدراكه احتمالية نجاح الثورة الكوبية في الإستيلاء على السلطة.
يصل أخ مايكل (فريدو) إلى هاڤانا حاملاً معه الأموال المطلوبة لبدأ استثمارات مايكل وروث المشتركة ويطلب منه مايكل اصطحاب بقية الرجال لترفيههم بحكم معرفته بهافانا.
و رغم إنكاره معرفة أي من رجال روث يعترف فريدو لاحقاً أنه التقى بجوني أولا سابقاً مما جعل مايكل يدرك أن أخاه فريدو هو الفرد الخائن في العائلة. في ليلة رأس السنة يخطط مايكل لاغتيال روث وأولا، ينجح مساعد مايكل في قتل أولا لكنه يفشل في قتل روث ويقتل بعد كشف أمره. يخبر مايكل فريدو أنه يعلم أنه هو من خانه، تنشب فوضى كبرى في هافانا جراء زحف الثوار للإستيلاء على السلطة فيما يفر مايكل وفريدو وروث سراً عائدين إلى الولايات المتحدة.
في هذه الاثناء في ولاية نيفادا يتلقى توم هيڨن اتصالاً يفيد بأن السيناتور بات ڨيري متواجد في أحد بيوت الدعارة التي تديرها عائلة آل كورليوني وقد استيقظ ليجد فتاة الليل مقتولة فيما يبدو أنها عملية مدبرة من آل كورليوني لابتزاز السيناتور وكسب ولاءه.
يعود مايكل لبيته في بحيرة تاهو في ولاية نيفادا، ليصدم بأن زوجته الحامل كاي آدامز فقدت جنينها بعد حادثة الاغتيال الفاشلة.
يعود الزمن مرة أخرى إلى الدون فيتو كورليوني الذي جلبت نشاطات عصابته الاجرامية انتباه المبتز الدون فانوتشي الذي يطالب العصابة بنصيبه من المال، يخبر فيتو عصابته أنه سيعرض على فانوتشي عرضاً لن يستطيع رفضه. يلتقي فيتو بفانوتشي ويعرض عليه مبلغاً أقل من المال الذي طالبهم به ورغم غضب فانوتشي في بادئ الأمر الا أنه يقبل العرض معجباً بشجاعة فيتو وجرأته، وفي إحدى الاحتفالات الدينية في الحي الإيطالي يترصد فيتو للدون فانوتشي عند باب منزله ويرديه قتيلاً ويسترجع ما اعطاه من مبالغ ويفر هارباً.
يعود الزمن إلى عهد الدون مايكل كورليوني وتحديداً في العاصمة واشنطن والذي يعقد الكونغرس جلسة تحقيق حول أعمال عائلة آل كورليوني
يقدم ويلي تشيتشي شهادته في القضية ويعترف أنه كان جندياً لدى عائلة آل كورليوني لكن أعضاء اللجنة لا زالوا غير قادرين على إدانة زعيم العائلة (الدون مايكل كورليوني) لأن ويلي تشيتشي لم يتعامل مع مايكل مباشرة بل عبر وسيط، يلقي مايكل خطاباً ينفي فيه كل التهم ومتحدياً اللجنة أن يأتوا بدليل واحد يدينه. أثناء اللجنة ينسحب السيناتور ڨيري من القاعة بعد إلقائه خطاباً يمدح فيه الأمريكيين ذوي الأصول الإيطالية في تناقض تام مع موقفه من مايكل في لقائهما الأول وهذا نتيجة ابتزاز عائلة كورليوني له بقضية فتاة الليل.
يعود الزمن مرة أخرى إلى عهد الدون فيتو
الآن وقد أصبح شخصية مرموقة في حيه، تلجأ سيدة أرملة إلى فيتو ليشفع لها أمام صاحب البيت الذي طردها منه. يلتقي فيتو بصاحب المنزل الذي يأبى أن يستمع إليه في البداية لكنه سرعان ما يوافق بعد سماعه عن سمعة فيتو في الحي. يفتتح فيتو وأصدقائه أول محل لهم «شركة جينكو لزيت الزيتون» لتكون واجهة لأعمالهم الإجرامية.
يعود الزمن مجدداً إلى عهد الدون مايكل
يعود فريدو «أخ مايكل» إلى بيت العائلة ويشرح لمايكل أسباب خيانته وأنه كان يشعر بالإهانة لأن مايكل تولى قيادة العائلة رغم أنه أصغر منه سناً لكنه ينفي في المقابل أنه كان علم بأنها عملية اغتيال بل أراد إبعاد مايكل من القيادة فقط كما يعلمه أن لجنة الكونغرس هي تحت سيطرة هايمن روث. يخبر مايكل فريدو أنه لم يعد يمثل له شيئاً بعد الآن لا أخاً ولا صديقاً وأنه لا يريد أن يراه مجدداً لكنه في المقابل يعطي أوامر لرجاله بعدم التعرض لفريدو ما دامت أمهما على قيد الحياة. يظهر فرانك بينتانجيلي الذي نجى من حادثة اغتياله الآن يعيش في ثكنة عسكرية تابعة لمكتب التحقيقات الفدرالي تحت نظام حماية الشهود بعد أن وافق على الشهادة ضد مايكل أمام اللجنة ظناً منه أن مايكل هو من حاول قتله، شهادة فرانكي هي آخر فرصة أمام اللجنة لإدانة مايكل بما أن بينتانجيلي قد تلقى أوامر من مايكل مباشرة وبدون أي وسيط. في يوم المحاكمة يدخل مايكل القاعة وبصحبته فينتشينزو شقيق فرانك بينتانجيلي، يتراجع الأخير عن كل ما قد اعترف به لرجال المباحث سابقاً قائلا أنه أسمعهم ما كانوا يريدون سماعه.
تتناقش كاي آدامز مع زوجها مايكل مستقبل علاقتهما الزوجية في ظل تورط مايكل في عالم المافيا وتعترف أن فقدانها جنينها لم يكن حادثاً عرضياً بل كان إجهاضاً لأنها لا تريد طفلاً جديداً من مايكل الذي أخلف وعده بترك عالم الجريمة المنظمة، يجن جنون مايكل بعد أن عرف وقام بطرد زوجته ويأخذ حضانة الأولاد مستغلاً نفوذه.
يعود الزمن مرة أخرى إلى عهد الدون فيتو
في عام 1923 يعود فيتو مع زوجته وأولاده إلى بلدته كورليوني أول مرة منذ هجرته. يزور فيتو الدون تشيتشيو زعيم المافيا المحلية العجوز المقعد ليحصل على مباركته لعملية تصدير زيت الزيتون إلى أمريكا وعندما يسأل تشيتيو فيتو عن اسم والده يبخبره بأسمه ويسدد له طعنة قاتلة انتقاماً لعائلته المقتولة في طفولته.
يعود الزمن مجدداً إلى عهد الدون مايكل
تتوفى كارميلا زوجة الدون فيتو وأم أولاده، وفي اثناء جنازتها تترجى كوني أخاها مايكل أن يعفو عن أخيه فريدو النادم والمتعب نفسياً. يحتضن مايكل فريدو لكنه يعطي إشارة لجنديه آل نيري تفيد أن مهلة بقاء فريدو على قيد الحياة قد انتهت.
يزور توم هيڨن فرانك بينتانجيلي في مقر إقامته ويخبره ملمحاً بأنه في السابق كانوا المخططين لاغتيال الإمبراطور في زمن الإمبراطورية الرومانية عندما يكشفون كانوا ينهون حياتهم مقابل التعهد بالحفاظ على عائلاتهم من بعدهم.
يفهم فرانك بينتانجيلي الإشارة، وينتحر في مقر إقامته تنفيذاً لأمر توم، يغتال آل نيري معاون الدون مايكل فريدو بينما هو يصطاد في البحيرة، ويغتال روكو لامبوني المتنكر في هيئة صحفي هايمن روث حين نزوله في المطار ويقتل بدوره.
في سنة 1941 تجتمع عائلة كورليوني للاحتفال بعيد ميلاد والدهم الدون فيتو، أثناء ذلك يقدم سوني صديقه كارلو ريتزي لأخته كوني بينما يفاجئ مايكل الجميع بخبر تطوعه في مشاة البحرية بعد حادثة الهجوم على بيرل هاربر ودخول الولايات المتحدة الحرب العالمية الثانية ويغضب أخيه سوني ويقوم بتوبيخه. وفي هذه الاثناء يصل الدون فيتو ويذهب الجميع لمفاجئته ما عدا مايكل.

## الإيرادات
حصل الفيلم على مجمل ايرادات قدرها 47,542,841$.
| $47,542,841 |

## الجوائز

### الأوسكار
| الجوائز                  | الفئة                   | المرشح                                          | النتيجة |
| ------------------------ | ----------------------- | ----------------------------------------------- | ------- |
| حفل جوائز الأوسكار ال 47 | افضل صورة               | فرانسيس فورد كوبولا، غراي فريدريكسون، فريد روس  | فاز     |
| حفل جوائز الأوسكار ال 47 | افضل اخراج              | فرانسيس فورد كوبولا                             | فاز     |
| حفل جوائز الأوسكار ال 47 | افضل ممثل في دور رئيسي  | آل باتشينو                                      | ترشح    |
| حفل جوائز الأوسكار ال 47 | افضل ممثل في دور مساعد  | روبرت دي نيرو                                   | فاز     |
| حفل جوائز الأوسكار ال 47 | افضل ممثل في دور مساعد  | مايكل في جازو                                   | ترشح    |
| حفل جوائز الأوسكار ال 47 | افضل ممثل في دور مساعد  | لي ستراسبيرج                                    | ترشح    |
| حفل جوائز الأوسكار ال 47 | افضل ممثلة في دور مساعد | تاليا شاير                                      | ترشح    |
| حفل جوائز الأوسكار ال 47 | أفضل سيناريو مقتبس      | فرانسيس فورد كوبولا، ماريو بوزو                 | فاز     |
| حفل جوائز الأوسكار ال 47 | أفضل إخراج فني          | دين تافولاريس، أنجيلو ب. جراهام، جورج ر. نيلسون | فاز     |
| حفل جوائز الأوسكار ال 47 | أفضل تصميم زي           | ثيدورا فان رونكل                                | ترشح    |
| حفل جوائز الأوسكار ال 47 | أفضل نتيجة درامية أصلية | نينو روتا، كارمين كوبولا                        | فاز     |

### جوائز أفلام الأكاديمية البريطانية
| حفل جوائز أفلام الأكاديمية البريطانية التاسعة والعشرين | أفضل ممثل                                      | آل باتشينو (كذلك على Dog Day Afternoon) | فاز  |
| حفل جوائز أفلام الأكاديمية البريطانية التاسعة والعشرين | الوافد الجديد الواعد إلى أدوار الأفلام الرائدة | روبرت دي نيرو                           | ترشح |
| حفل جوائز أفلام الأكاديمية البريطانية التاسعة والعشرين | افضل موسيقى فيلم                               | نينو روتا                               | ترشح |
| حفل جوائز أفلام الأكاديمية البريطانية التاسعة والعشرين | افضل تعديل فيلم                                | بيتر زينر، باري مالكين، وريتشارد ماركس  | ترشح |

### الغولدن غلوب
| حفل جوائز الغلودن غلوب ال32 | أفضل صورة متحركة - الدراما |                                 | ترشح |
| حفل جوائز الغلودن غلوب ال32 | أفضل مخرج - صورة متحركة    | فرانسيس فورد كوبولا             | ترشح |
| حفل جوائز الغلودن غلوب ال32 | أفضل ممثل سينمائي - دراما  | آل باتشينو                      | ترشح |
| حفل جوائز الغلودن غلوب ال32 | الوافد الجديد الواعد       | لي ستراسبيرج                    | ترشح |
| حفل جوائز الغلودن غلوب ال32 | أفضل سيناريو - صورة متحركة | فرانسيس فورد كوبولا وماريو بوزو | ترشح |
| حفل جوائز الغلودن غلوب ال32 | أفضل نتيجة أصلية           | نينو روتا                       | ترشح |

| سبقه اللدغة | أوسكار - أفضل فيلم 1974 | تبعه وطار فوق عش المجانين |

## وصلات خارجية
- مقالات تستعمل روابط فنية بلا صلة مع ويكي بيانات